# Crise de Nootka
Pour les articles homonymes, voir Nootka.

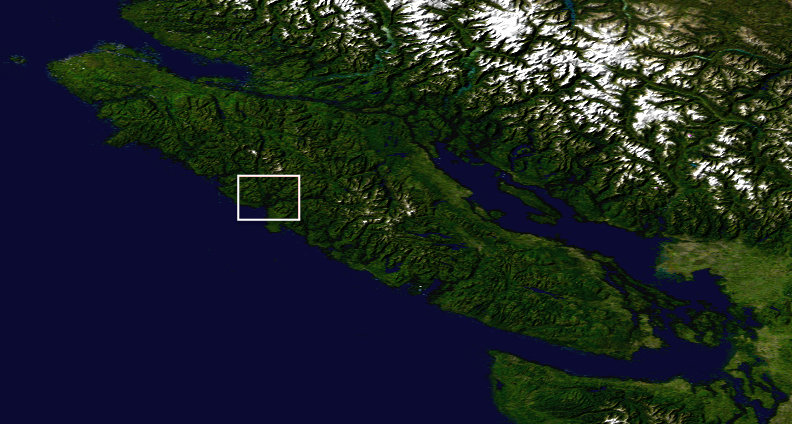
Localisation de la baie de Nootka sur l'île de Vancouver

La crise de Nootka est un incident diplomatique et politique entre le royaume de Grande-Bretagne et le royaume d'Espagne. Il est déclenché par une série d'événements qui ont lieu durant l'été de 1789 dans la baie de Nootka, qui est est un réseau de criques sur la côte ouest de île de Vancouver, dans la région Nord-Ouest Pacifique de l'Amérique du Nord. Elle est aujourd'hui située dans la province canadienne de Colombie-Britannique et sur le territoire des Mowachaht du Nuu-chah-nulth.
Les événements ayant eu lieu dans la baie de Nootka, en dehors de la grande crise internationale, sont parfois appelés incidents de Nootka, ou incident de la baie de Nootka, entre autres termes. La crise internationale plus large est connue sous les termes de crise de la baie de Nootka, controverse de Nootka et Grand Armement espagnol.

## Histoire
La crise éclate dans un contexte plus large de tensions portant sur les revendications de souveraineté et les droits de navigation et de commerce. Entre 1774 et 1789, l'Espagne envoie plusieurs expéditions dans le Nord-Ouest du Pacifique afin de réaffirmer sa domination et sa souveraineté sur la région. En 1776, ces expéditions atteignent la baie de Bucareli et l'embouchure de la Columbia River et de la baie Sitka (en). Les revendications territoriales sont affirmées selon les actes de souveraineté coutumiers de l'époque.
Quelques années plus tard, plusieurs bateaux de traite des fourrures britanniques entrent dans la zone que l'Espagne avait revendiqué. Ces marchands britanniques commercent très vite avec les indigènes locaux, les Nuu-chah-nulth, et réalisent de bons profits. Cependant, les Espagnols, mécontents de cette présence de commerçants britanniques sur un territoire dont ils se disent propriétaires exclusifs, préparent au printemps 1789 une expédition sous le commandement d'Esteban José Martínez,  avec pour objectif l'expulsion des Britanniques de la baie de Nootka. Martínez capture quatre navires britanniques, puis, devant les yeux des prisonniers britanniques, prend officiellement possession au nom de l'Espagne de toute la côte nord-ouest.
Plusieurs jours plus tard, il intercepte un autre navire britannique, commandé par un certain Colnett et transportant des ouvriers chinois mais aussi un important chargement de matériel destiné à fonder un nouvel établissement britannique. Martínez arrête Colnett après une dispute et se sert des ouvriers chinois pour bâtir le fort San Miguel. Cependant, l'un des chefs Nuu-chah-nulth, appelé Callicum, est irrité contre les Espagnols et vient leur rendre visite. On ne connait pas très bien si la colère de Callicum a été provoqué par l'arrestation des Britanniques, avec qui il commerçait, ou par d'autres griefs avec les Espagnols. Quoi qu'il en soit, Callicum est tué, accidentellement ou non, par Martínez, ce qui provoque un conflit d'un an entre Nuu-chah-nulths et Espagnols.
Le vice-roi de Nouvelle-Espagne, Manuel Antonio Flórez, ordonne cependant à Martínez d'évacuer la baie de Nootka pour la fin de l'année 1789. Mais le successeur de Flores, Juan Vicente de Güemes Padilla Horcasitas y Aguayo, arrivé en octobre 1789, est bien décidé à faire le contraire et ordonne une nouvelle expédition espagnole vers la Baie de Nootka afin de réoccuper le territoire. Lorsque la nouvelle de la capture des navires britanniques et de l'emprisonnement de leurs équipages parvient en Europe, la Grande-Bretagne demande réparation, ce que le gouvernement espagnol refuse.
Les deux parties se préparent à la guerre et cherchent l'aide de leurs alliés respectifs. La Grande-Bretagne peut compter sur les Provinces-Unies ainsi que sur la Prusse, et le pacte de famille unit naturellement la France à l'Espagne, qui est cependant bien obligée de commencer à parlementer avec ses ennemis lorsque la France, en plein début de Révolution, décide de ne pas prendre part à un futur conflit entre l'Espagne et la Grande-Bretagne.
La crise est résolue pacifiquement mais non sans difficultés avec une série de trois accords, signés en octobre 1790, connus collectivement sous le nom de Convention de Nootka. Les navires britanniques sont restitués. L’Espagne accepte de partager certains droits d'établissement le long de la côte du Pacifique mais maintient ses principales revendications. L'issue de la crise est considérée comme une victoire pour les intérêts mercantiles de la Grande-Bretagne et ouvre la voie à l'expansion britannique dans le Pacifique.
En 1792, George Vancouver est envoyé sur place pour réinstaller les établissements saisis et explorer la côte nord-ouest jusqu'au 60° N. Cependant, l'Espagne continue à coloniser et peupler la côte du Pacifique, en particulier dans l'actuelle Californie, jusqu'en 1821.